# 虐殺! ハートフルカンパニー
『虐殺! ハートフルカンパニー』（ぎゃくさつ! ハートフルカンパニー）は、作画:漫☆画太郎、原作:ピエール瀧による日本の漫画作品。

## 概要
エニックスの『コミックバウンド』の創刊号から最終号まで連載された漫画作品。コミックバウンド自体が5号で廃刊になってしまったため、未完のまま終了。2011年には、大幅加筆修正され、太田出版から単行本化された。その際、タイトルを『虐殺!!! ハートフルカンパニー』と改めた。
登場人物は、漫･ピエールの次作である『樹海少年ZOO1』に秘密結社マッキとして転用されている。

## 登場人物
中井奇一
ハートフルカンパニー社長。悪い商売を企むが、癌におかされ人格が変わってしまう。
ダイヤモンド夫人
社長夫人。
オカマ、コックリ、オニ、ウスラ、オタク、専務
ハートフルカンパニー社員。

## 単行本
- 漫☆画太郎『虐殺!!! ハートフルカンパニー』
  1. 2011年12月24日発行、ISBN 978-4-7783-2156-7